# 노르말링시

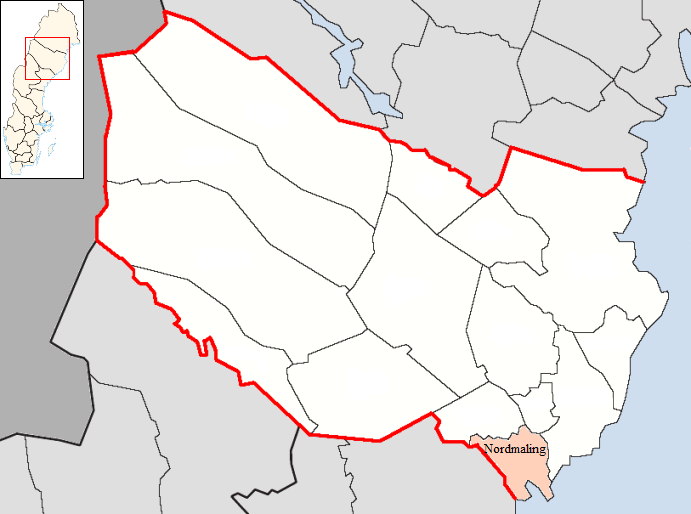
노르말링 시의 위치

노르말링시(스웨덴어: Nordmalings kommun)는 스웨덴 베스테르보텐주에 위치한 지방 자치체로 행정 중심지는 노르말링이며 면적은 2,472.26km2, 인구는 7,132명(2016년 12월 31일 기준), 인구 밀도는 2.9명/km2이다.

시 문장